# Кристал Рид
Кристал Мари Рид (енгл. Crystal Marie Reed; Детроит, 6. фебруар 1985) је америчка глумица. Позната је по улози Алисон Арџент у серији Млади вукодлак (2011—2014). Такође је глумила Софију Фалкон у четвртој сезони серије Готам (2017—2018) и Аби Аркејн у серији Чудовиште из мочваре (2019).

## Филмографија

### Филм
| Улоге на филму |                         |               |                      |          |
| Година         | Српски назив            | Изворни назив | Улога                | Напомена |
| 2010.          | Скајлајн                |               | Дениз                |          |
| 2011.          | Та луда љубав           |               | Ејми Џонсон          |          |
| 2012.          |                         |               | Ребека Огин          |          |
| 2013.          |                         |               | Бес                  | филм     |
| 2015.          |                         |               | Дороти Малер         |          |
| 2018.          | Инцидент у земљи духова |               | Елизабет „Бет” Келер |          |

### Телевизија
| Улоге на телевизији |                          |               |                              |                                                               |
| Година              | Српски назив             | Изворни назив | Улога                        | Напомена                                                      |
| 2010.               | Место злочина: Лас Вегас |               | Џули                         | епизода: „Изгубљено и нађено”                                 |
| 2010.               |                          |               | Рене                         | епизода: „Бергерова комета”                                   |
| 2010.               |                          |               | Натали                       | епизода: „Вредно ради за новац”                               |
| 2010.               | Место злочина: Њујорк    |               | Џулс Родеј                   | епизода: „Проклет био ако пристанеш”                          |
| 2011—2014, 2016.    | Млади вукодлак           |               | Алисон Арџент Мари-Џин Валет | главна улога (1–3. сезона) гостујућа улога као Мари-Џин Валет |
| 2011.               |                          |               | Али                          | епизода: „Рекао је, рекла је”                                 |
| 2017—2018.          | Готам                    |               | Софија Фалкон                | главна улога (4. сезона)                                      |
| 2019.               | Чудовиште из мочваре     |               | Аби Аркејн                   | водећа улога                                                  |